# 11203 Danielbetten
11203 Danielbetten è un asteroide della fascia principale. Scoperto nel 1999, presenta un'orbita caratterizzata da un semiasse maggiore pari a 2,3053765 UA e da un'eccentricità di 0,1345305, inclinata di 4,26326° rispetto all'eclittica.